# Monte di Lierna
Le monte di Lierna, également appelé « Alpe di Lierna », est la plus haute montagne du promontoire de Lierna et fait partie de la chaîne des Grigne au-dessus du lac de Côme, dans l'ancien village de Lierna, sur lequel passe également le sentier du Voyageur. L'Alpe di Lierna est classé parmi les lieux du cœur (it) du Fonds italien pour l'environnement (FAI).

## Géographie
Le monte di Lierna culmine à 1 253 m d'altitude et est entièrement inclus dans le parc naturel du Bois de Lierna.

## Environnement
La flore de la montagne est typique du lac de Côme, parmi les espèces présentes il y a plusieurs fleurs rares ; la faune se compose d'aigles, fouines, renards, cerfs, loirs gris, belettes, hérissons écureuils, taupes, chauves-souris, et parmi les oiseaux pic vert, rossignols, chouette effraie et chevêche d'Athéna.

### Articles annexes
- Lac de Côme
- Sentier du Voyageur
- Lierna
- Pian dei Resinelli